# نهم (مقاطعة تشرام)
نهم (بالفارسية: نهم) هي قرية تقع في قسم سرفارياب الريفي (مقاطعة تشرام) في إيران. يقدر عدد سكانها بـ 104 نسمة بحسب إحصاء 2016.